# Charris Rozemalen
Charris Rozemalen (ur. 16 kwietnia 1991 r. w Utrechcie) – holenderska piłkarka ręczna, reprezentantka kraju, zawodniczka niemieckiego klubu SG BBM Bietigheim, występująca na pozycji prawej rozgrywającej.

## Sukcesy reprezentacyjne
- Mistrzostwa świata:
  -  2017
- Mistrzostwa Europy:
  -  2018

## Sukcesy klubowe
- Mistrzostwa Holandii:
  -  2016-2017 (VOC Amsterdam)
  -  2012-2013, 2014-2015, 2015-2016 (VOC Amsterdam)
- Puchar Holandii:
  -  2015-2016 (VOC Amsterdam)
- Mistrzostwa Niemiec:
  -  2017-2018 (SG BBM Bietigheim)
- Puchar Niemiec:
  -  2017-2018 (SG BBM Bietigheim)